# Wanamingo (Minnesota)
Wanamingo es una ciudad ubicada en el condado de Goodhue en el estado estadounidense de Minnesota. En el Censo de 2010 tenía una población de 1.086 habitantes y una densidad poblacional de 298,65 personas por km².

## Geografía
Wanamingo se encuentra ubicada en las coordenadas 44°18′10″N 92°47′14″O / 44.30278, -92.78722. Según la Oficina del Censo de los Estados Unidos, Wanamingo tiene una superficie total de 3.64 km², de la cual 3.64 km² corresponden a tierra firme y (0%) 0 km² es agua.

## Demografía
Según el censo de 2010, había 1.086 personas residiendo en Wanamingo. La densidad de población era de 298,65 hab./km². De los 1.086 habitantes, Wanamingo estaba compuesto por el 97.61% blancos, el 1.66% eran afroamericanos, el 0% eran amerindios, el 0.09% eran asiáticos, el 0% eran isleños del Pacífico, el 0.28% eran de otras razas y el 0.37% pertenecían a dos o más razas. Del total de la población el 1.1% eran hispanos o latinos de cualquier raza.